# 埃爾里托 (新墨西哥州里奧阿里巴縣)
埃爾里托（英語：El Rito）是位於美國新墨西哥州里奧阿里巴縣的普查規定居民點。

## 人口
根據2020年美國人口普查的數據，埃爾里托的面積為10.70平方千米，皆為陸地。當地共有人口749人，而人口密度為每平方千米70人。